# Adria Mobil (wielerploeg)
Adria Mobil is een Sloveense continentale wielerploeg, actief sedert 2005. De ploeg wordt gesponsord door Adria, een fabrikant van caravans en kampeerauto's.
Het team heeft zijn thuisbasis in Novo mesto. Het continentale team heeft haar oorsprong in de Kolesarski klub Novo mesto (wielerclub Novo mesto). Deze werd opgericht in het jaar 1972.

## Ploegsamenstelling

### 2025
| Naam          | Geboortedatum | Nationaliteit | Ploeg 2024         |
| ------------- | ------------- | ------------- | ------------------ |
| Tilen Finkšt  | 06-07-1997    | Slovenië      |                    |
| Nik Golob     | 08-10-2006    | Slovenië      | Neo                |
| Vid Murn      | 30-06-2006    | Slovenië      | Neo                |
| Teo Pečnik    | 31-03-2002    | Slovenië      | Sava Kranj Cycling |
| Nejc Peterlin | 17-08-2006    | Slovenië      | Neo                |
| Anže Skok     | 15-09-2000    | Slovenië      |                    |
| Marcel Skok   | 23-05-2005    | Slovenië      |                    |
| Jaka Špoljar  | 04-03-2003    | Slovenië      |                    |
| Aljaž Turk    | 23-12-2004    | Slovenië      |                    |
| Matic Žumer   | 19-11-1997    | Slovenië      | Sava Kranj Cycling |

### Vertrokken
| Renner           | Geboortedatum | Nationaliteit | Ploeg 2025                      |
| ---------------- | ------------- | ------------- | ------------------------------- |
| Đorđe Đurić      | 21-06-2000    | Servië        | Team Solution Tech-Vini Fantini |
| Nicolas Gojković | 26-06-2004    | Kroatië       | Pogi Team Gusto Ljublijana      |
| Adam Jordan      | 21-01-2003    | Slovenië      | gestopt                         |
| Martin Jurík     | 02-10-2004    | Slowakije     | Pierre Baguette Cycling         |
| Barnabás Peák    | 29-11-1998    | Hongarije     | ATT Investments                 |
| Ramazan Yilmaz   | 24-01-2005    | Turkije       | Konya Büyükşehir Belediye Spor  |